# Дочь шахтёра
«Дочь шахтёра» (англ. Coal Miner's Daughter) — кинофильм режиссёра Майкла Эптеда, вышедший на экраны в 1980 году. Экранизация автобиографии знаменитой певицы «кантри» Лоретты Линн.
В 2019 году включён в Национальный реестр фильмов.

## Сюжет
14-летняя Лоретта Уэбб — дочь Теда Уэбба, работающего на одной из шахт в штате Кентукки. Родителям приходится тяжело работать, чтобы свести концы с концами и прокормить восьмерых детей. Однажды в городке появляется парень по имени Дулиттл Линн, вернувшийся с войны. Он сразу же замечает Лоретту и начинает ухаживать за ней. Та отвечает ему взаимностью, и вскоре они решают пожениться. Однако первые шаги брачной жизни оказываются не вполне удачными, а жизнь в шахтерском городке не сулит никаких перспектив. Дулиттл решает уехать на заработки в штат Вашингтон, через некоторое время за ним следует и беременная Лоретта. К 20 годам она становится матерью уже четверых детей. Однажды Дулиттл, которому всегда нравилось пение жены, предлагает ей выступить в местном баре. Так начинается восхождение Лоретты Линн к вершинам мира кантри.

## В ролях
| Актёр             | Роль                     |
| ----------------- | ------------------------ |
| Сисси Спейсек     | Лоретта Линн             |
| Томми Ли Джонс    | Дулиттл Линн             |
| Левон Хелм        | Тед Уэбб, отец Лоретты   |
| Филлис Бойенс     | Клара Уэбб, мать Лоретты |
| Беверли Д’Анджело | Пэтси Клайн              |
| Уильям Сандерсон  | Ли Доллархайд            |
| Боб Ханна         | Чарли Дик                |
| Боб Элкинс        | Бобби Дэй                |
| Эрнест Табб       | камео                    |

## Награды и номинации
- 1980 — премия Национального совета кинокритиков США за лучшую женскую роль (Сисси Спейсек), а также попадание в десятку лучших фильмов года.
- 1981 — премия «Оскар» за лучшую женскую роль (Сисси Спейсек), а также 6 номинаций: лучший фильм (Бернард Шварц), лучший адаптированный сценарий (Том Рикман), лучшая операторская работа (Ралф Д. Боде), лучший монтаж (Артур Шмидт), лучшая работа художника и декоратора (Джон Корсо, Джон Дуайер), лучший звук (Ричард Портман, Роджер Херман мл., Джеймс Александер).
- 1981 — две премии «Золотой глобус» за лучший фильм (комедия или мюзикл) и за лучшую женскую роль в комедии или мюзикле (Сисси Спейсек), а также две номинации: лучшая мужская роль в комедии или мюзикле (Томми Ли Джонс) и лучшая женская роль второго плана (Беверли Д’Анджело).
- 1981 — номинация на премию Гильдии режиссёров США за лучшую режиссуру художественного фильма (Майкл Эптед).
- 1981 — номинация на премию Гильдии сценаристов США за лучшую адаптированную драму (Том Рикман).
- 1982 — две номинации на премию BAFTA: лучшая женская роль (Сисси Спейсек) и лучший звук (Ричард Портман, Роджер Херман мл., Джеймс Александер, Гордон Эккер).

## Дополнительные факты
- Сюжет серии «Полковник Гомер» мультсериала «Симпсоны» с участием Лоретты Линн частично основан на этом фильме[3].